# Naborówiec
Naborówiec o Naborowiec è una frazione polacca del comune di Załuski, nel voivodato della 
Masovia.
Si trova a circa 3 km a sud-ovest di Załuski, a 19 km a sud-est di Płońsk e a 46 km a nord-ovest della capitale del voivodato Varsavia.